# Bertrand de Jouvenel
Bertrand de Jouvenel des Ursins (ur. 31 października 1903 w Paryżu, zm. 1 marca 1987 tamże) – francuski filozof, politolog, ekonomista, dziennikarz i futurysta.
De Jouvenel był pionierem futuryzmu (założył organizację i miesięcznik Futuribles International) oraz był jednym z najwybitniejszych filozofów liberalnych XX wieku (współzałożył m.in. z Friedrichem von Hayekiem Stowarzyszenie Mont Pelerin). Dwa jego dzieła dotyczące filozofii politycznej zostały wydane po polsku: „Traktat o władzy” i „Redystrybucja. Grabież czy ignorancja”.

## Życiorys
Bertrand pochodził ze starego rodu francuskiej szlachty, pochodzącego z regionu Szampanii. Był synem Henriego de Jouvenel i Sary Claire Boas, pisarki piszącej pod pseudonimem Ariel i córki żydowskiego przemysłowca. Ojciec rozwiódł się z Sarą w 1912 r., aby zostać drugim mężem francuskiej pisarki Colette. W 1920 r., kiedy miał zaledwie 16 lat, Bertrand rozpoczął romans ze swoją macochą, która wtedy miała ponad 40 lat. Romans trwał cztery lata i skończył się rozwodem Colette i jego ojca w atmosferze obyczajowego skandalu. Ich romans zainspirował powieść Colette pt. „Le Blé en herbe”.
Karierę zaczął jako dziennikarz. W 1923 r. ojciec zabiera go na zebranie Ligi Narodów. Przez kontakty w Lidze ojciec załatwia mu staż jako asystent Edvarda Beneša, pierwszego premiera Czechosłowacji. Jedną z przyczyn z tego stażu było to, że matka Jouvenela z pasją popierała niepodległość Czechosłowacji. Spędza kilka miesięcy na Hradczanach, a potem zostaje reporterem dla największych francuskich czasopism: Paris-Soir, Le Petit Journal, Marianne (Emmanuela Berla) czy magazynu VU. Jeden z jego pierwszych tekstów dotyczy stanu francuskiej armii – konkluduje proroczo w nim: „Błędem byłoby wierzyć, że obrona narodowa może być całkowicie zapewniona przez generałów, konie i dziury w drogach.”
W połowie lat 20. jego uwagę skupiają kwestię gospodarcze – zwłaszcza wysokie bezrobocie wśród robotników. W 1928 publikuje książkę „L’Economie dirigée” (Gospodarka kierowana), w której stawia tezę: „W XIX wieku robotnicy byli dojną krową kapitału, w XXI wieku kapitał będzie dojną krową robotników.”
Niechęć do sowieckiego komunizmu i pogrążonego w wielkim kryzysie kapitalizmu Ameryki, kieruje sympatie Jouvenela w stronę trzeciej drogi – Rzymu Mussoliniego. W latach 30. brał udział w Cahiers Bleus, przeglądzie Partii republikańsko-syndykalistycznej Georges’a Valois’a.
W latach 1930–1934 Jouvenel miał romans z amerykańską korespondentką wojenną Marthą Gellhorn, z którą ożeniliby się, gdyby jego żona Marcelle de Jouvenel zgodziła się na rozwód.
Arthur Koestler w swoich wspomnieniach pt. The Invisible Writing wspominał, że w 1934 roku Jouvenel znalazł się wśród niewielkiej liczby francuskich intelektualistów, którzy obiecywali moralne i finansowe wsparcie dla nowo powstałego Institut pour l'Étude du Fascisme (Instytutu Badań nad Faszyzmem). Inne osobistości, które oferowały wsparcie, to m.in. profesor Paul Langevin, Frédéric Joliot-Curie, André Malraux.
Jednak w tym samym roku Jouvenel będąc pod wrażeniem zamieszek w ligach antyparlamentarnych (Kryzys 6 lutego 1934), rozczarował się tradycyjnymi partiami politycznymi i opuścił Partię Radykalną. Założył czasopismo z Pierre Andreu o nazwie La Lutte des jeunes (Walka Młodych), przyczyniając się jednocześnie do powstania prawicowej gazety pt. Gringoire, dla której relacjonował Kongres norymberski w Niemczech w 1935 r., gdzie uchwalono niesławne ustawy norymberskie. Zaczął spotykać się z przedstawicielami kręgów monarchistycznych i nacjonalistycznych, gdzie poznał m.in. Henri de Man i Pierre Drieu la Rochelle.
Poparł zbliżenie francusko-niemieckie i stworzył „Cercle du grand pavois” (Koło wielkiej baszty), który wspierał Comité France-Allemagne (Komitet Francusko-Niemiecki). Tutaj zaprzyjaźnił się z Ottonem Abetzem, przyszłym niemieckim ambasadorem w Paryżu w czasie okupacji. W lutym 1936 r. przeprowadził wywiad z Adolfem Hitlerem dla czasopisma Paris-Midi.
W tym samym roku dołączył do Francuskiej Partii Ludowej Jacques’a Doriota. Został redaktorem naczelnym czasopisma L'Émancipation nationale (Emancypacja narodowa), w którym popierał faszyzm. Zerwał z tym środowiskiem w 1938 r., kiedy Doriot poparł układ monachijski.
Po francuskiej klęsce w 1940 r. Jouvenel pozostał w Paryżu i pod niemiecką okupacją opublikował „Après la Défaite”, wzywając Francję do wstąpienia do nowego porządku Hitlera.
Uciekł do Szwajcarii tuż przed wyzwoleniem Paryża przez aliantów i tam nawrócił się na klasyczny liberalizm. To właśnie w późnych latach 40. i 50. ukazały się jego najważniejsze dzieła dotyczące filozofii politycznej. Jouvenel był jednym z niewielu francuskich intelektualistów, którzy zwracali uwagę na teorię ekonomii i ekonomię dobrobytu, które pojawiły się w pierwszej połowie XX wieku w Austrii, Włoszech, Wielkiej Brytanii i Stanach Zjednoczonych, o czym świadczy m.in. jego praca „Etyka redystrybucji”.
W 1947 r. wraz z Friedrichem Hayekiem, Jakiem Rueffem i Miltonem Friedmanem założył Stowarzyszenie Mont Pelerin. W 1960 r. de Jouvenel założył Futuribles International w Paryżu.
W latach 60. de Jouvenel pisał głównie o futuryzmie i ekologii, zaczynał być coraz bardziej krytyczny względem leseferystycznego liberalizmu – skarżył się w jednym z listów do Miltona Friedmana, że Stowarzyszenie Mont Pelerin „w coraz większym stopniu zwróciło się ku manicheizmowi, zgodnie z którym państwo nie może uczynić nic dobrego, a prywatna przedsiębiorczość nie może uczynić nic złego”. Był przychylny protestom studentów z 1968 roku i krytyczny wobec wojny w Wietnamie. Wyraził również poparcie dla socjalistycznego kandydata na prezydenta Francois Mitterranda.
W 1983 r. Jouvenel pozywa za zniesławienie izraelskiego historyka Zeeva Sternhella, który napisał w swojej książce „Ni Droite, ni Gauche” (Ani prawica, ani lewica), że był faszystą i sympatykiem nazizmu w latach 30. i 40. W jego obronie przed sądem zeznaje m.in. Raymond Aron. Sąd rozstrzyga sprawę na korzyść Jouvenela, ale nie wymaga od Sternhella publikacji żadnego sprostowania.
Bertrand de Jouvenel zmarł w 1987 r. w Paryżu.

## Twórczość
- Après la Défaite (After the Defeat), 1941
- Traktat o władzy, 1948 [2013]
- Redystrybucja. Grabież czy ignorancja, 1951 [2011]
- Sovereignty: An Inquiry into the Political Good, 1957
- The Pure Theory of Politics, 1963
- The Art of Conjecture, 1967